# Fagnano Alto
Fagnano Alto es un municipio situado en el territorio de la provincia de L'Aquila, en Abruzos (Italia).

## Demografía
| Gráfica de evolución demográfica de Fagnano Alto entre 1861 y 2001 |
|                                                                    |
| fuente ISTAT                                                       |